# Macchina ciclica
In termodinamica per macchina ciclica si intende  una macchina termica capace di subire una trasformazione ciclica, cioè un processo che abbia come stato finale lo stesso stato iniziale, formando quindi un ciclo che può ripetersi per un numero finito di volte. 
Per esempio tutte quelle macchine che utilizzando energia fornita dall'esterno possono generare un lavoro dall'energia ricevuta come il motore alternativo a combustione interna, la turbina a vapore, la pompe di calore e i cicli frigoriferi.